# Битва у реки Намган
Битва у реки Намган — одно из сражений между силами ООН и КНА в начальной стадии Корейской войны с 31 августа по 19 сентября 1950 года близ рек Намган и Нактонган в Южной Корее. Битва стала частью сражения за Пусанский периметр и стала одним из серии больших сражений, которые проходили одновременно. Битва закончилась победой сил ООН, после того как многочисленные силы США и Республики Корея отбили атаку северокорейцев, переправившихся через реку
35-й пехотный полк 25-й пехотной дивизии армии США занял позиции вдоль реки Намган, одного из многих притоков реки Нактонган на южном фланге Пусанского периметра. Полк должен был защищать город Масан в ходе одноимённой битвы. 7-я дивизия КНА переправилась через реку 31 августа, и хотя силам 35-го полка удалось остановить северокорейское наступление, тысячам северокорейцев удалось воспользоваться дырой в линии обороны и окружить полк. Последовала ожесточённая битва, в которой американские и северокорейские части сражались вдоль всей линии реки Кум и за линией. В итоге американским войскам удалось отразить и разгромить силы противника.
В ходе битвы 35-й полк сыграл ключевую роль в отражении наступления северокорейской дивизии и сорвал её наступление на Пусан. Выиграв время, силы ООН нанесли контрудар в Инчхоне, что привело к полному разгрому КНА у Пусанского периметра. Участие 35-го полка в битве было отмечено знаком «Благодарность Президента» .

## Предыстория

### Начало войны
25 июня 1950 года после вторжения северокорейцев на территорию Южной Кореи и начала Корейской войны ООН проголосовала за отправку войск для участи в конфликте от лица Южной Кореи. США, будучи членом ООН, решили послать сухопутные войска на Корейский полуостров с целью отразить северокорейское вторжение и предотвратить коллапс Южной Кореи. Однако после окончания Второй мировой войны пятью годами раньше американские силы на Дальнем Востоке подверглись значительному сокращению. К этому времени ближе всего к месту конфликта находилась 24-я пехотная дивизия, расквартированная в Японии. Дивизия не была в полном составе, большинство её экипировки устарело ввиду сокращения расходов на военные нужды. Несмотря на это, 24-я дивизия получила приказ отправляться в Южную Корею.

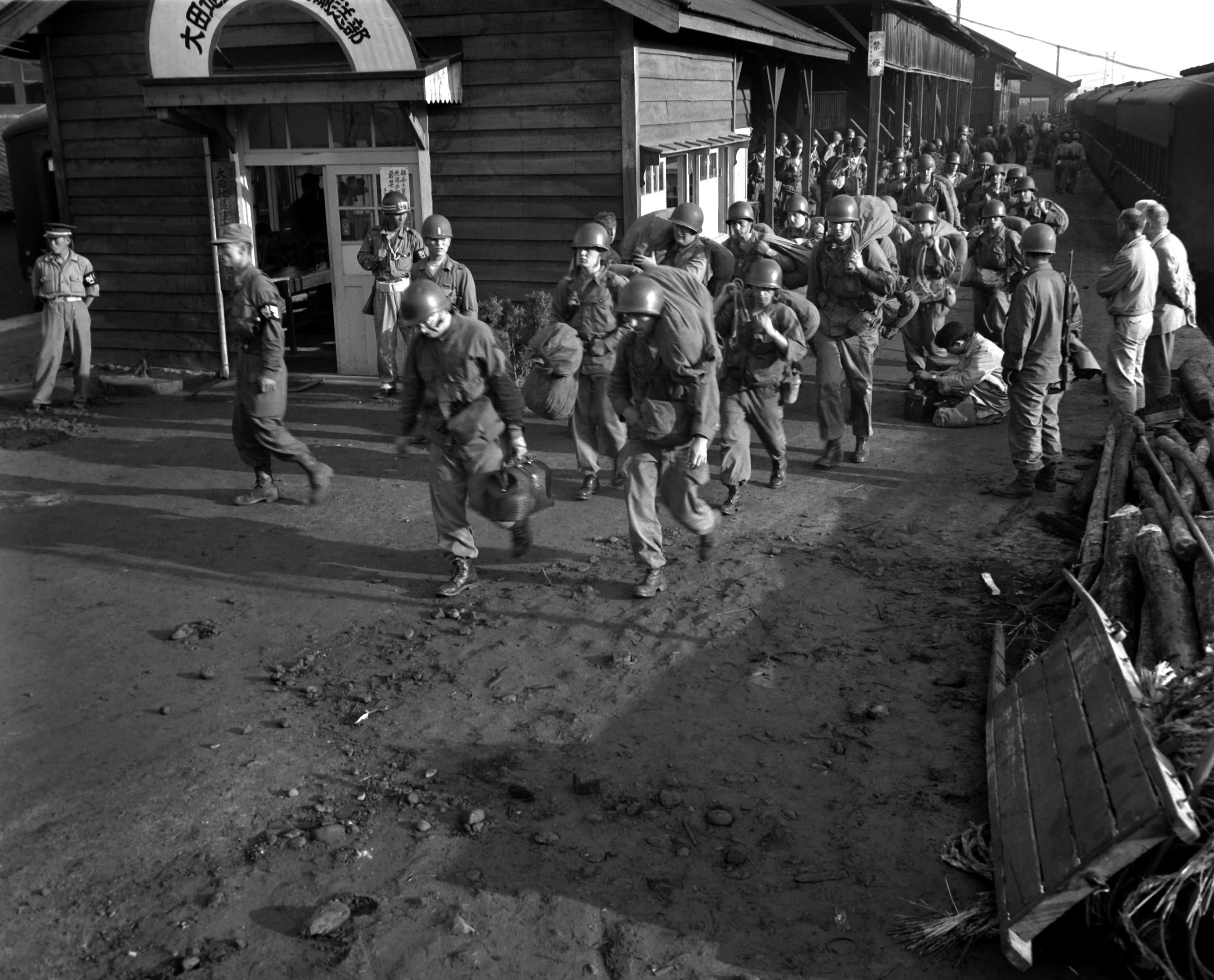
Прибытие боевой группы Смит в Южную Корею.

24-я пехотная дивизия стала первой американской частью отправленной в Корею с целью остановить наступление северокорейцев, задержать как можно больше северокорейских частей, чтобы выиграть время для прибытия подкреплений. Дивизия несколько недель сражалась в одиночку, пытаясь задержать северокорейцев и выиграть время чтобы 1-я кавалерийская дивизии, 7-я и 25-я пехотные дивизии вместе с другими частями поддержки восьмой армии выдвинулись на позиции. Передовые части 24-й пехотной дивизии понесли тяжёлое поражение 5 июля в битве при Осане — первом боестолкновении между американскими и северокорейскими силами. В течение первого месяца после поражения боевой группы Смит превосходящие по численности и экипировке северокорейцы периодически били 24-ю пехотную дивизию и отбрасывали её на юг в боях при Чочхивоне, Чхонане и Пхёнтхэке. 24-я пехотная дивизия встала насмерть в битве при Тэджоне и была почти полностью уничтожена, но, тем не менее, задержала северокорейское наступление до 20 июля. К этому времени численность боевых сил Восьмой армии приблизительно сравнялась с атакующими район северокорейскими силами, ежедневно прибывали свежие части ООН.

### Наступление северокорейцев
После захвата Тэджона северокорейские войска начали окружение Пусанского периметра со всех сторон в попытке его охвата. 4-я и 6-я северокорейские пехотные дивизии наступали на юг широким фланговым манёвром. Они пытались просочиться через левый фланг сил ООН, но в ходе движения весьма сильно растянулись. Северокорейские дивизии наступали на позиции сил ООН при поддержке бронетехники и, обладая численным преимуществом, периодически отбрасывая американские и северокорейские части.
Американским войскам удалось окончательно остановить северокорейское наступление в серии боёв в южной части страны. 27 июля 3-й батальон 29-й пехотного полка недавно прибывший на Корейский театр угодил в засаду северокорейцев у деревни Хадон и был разгромлен, в результате для северокорейцев открылся проход в район Пусана. Вскоре после этого северокорейские силы взяли Чинджу на западе, отбросив при этом 19-й американский пехотный полк и открыв для себя путь для дальнейшего наступления на Пусан. Американским частям впоследствии удалось нанести северокорейцам поражение на фланге и отбросить их назад в ходе битвы за Ночь 2 августа. Страдая от растущих потерь силы северокорейской армии, отступили на запад, где в течение нескольких дней переформировывались и получали подкрепления. Обе стороны использовали передышку, чтобы приготовиться к новым боям за Пусанский периметр.

### Наступление на Масан

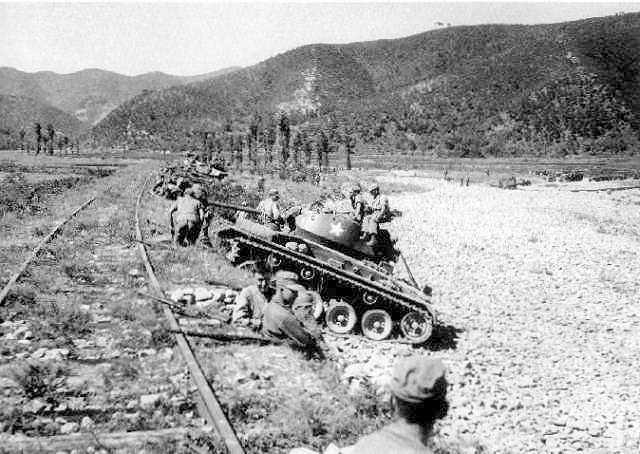
Лёгкие танкиM24 Chaffee ожидают наступления северокорейцев у Масана.

Несмотря на затишье, последовавшее после битвы за Ночь, командующий восьмой армией генерал-лейтенант Уолтон Уокер приказал 25-й пехотной дивизии под командованием генерал-майора Уильяма Б. Кина занять оборонительные позиции на южном фланге Пусанского периметра к западу от Масана. 15 августа 25-я пехотная дивизия выдвинулась на эти позиции. Пересечённая местность к западу от Масана ограничивала выбор позиции. Горный массив к западу от Масана был первой обороноспособной позицией к востоку от прохода Чинджу. Горные хребты Собук-сан высотой в 610 м господствовали над местностью и обеспечивали защиту дороги от Комам-ни к Хаману и Чиндонг-ни, эта дорога была единственной связью севера с югом к западу от Масана.
На севере от шоссе Масан — Чинджу к реке Нам находилось несколько легко защитимых позиций. Самой лучшей была высота близ Чунгам-ни контролировавшая важный перекрёсток дороги на Масан и дороги вдоль реки Нам к Ыйрёну. Было необходимым обеспечить соединение правого фланга 25-й пехотной дивизии с левым флангом 24-й пехотной дивизии возле слияния рек Нам и Нактонган. По этой причине 25-я пехотная дивизия выдвинулась для защиты перекрёстка дороги на Комам-ни, где дорога Чиндонг-ни — Хаман пересекает шоссе Масан — Чинджу.
В это время командование 6-й северокорейской дивизии получило приказ ожидать подкрепления, после чего продолжить наступление. 13-й, 14-й и 15-й полки дивизии растянулись с севера на юг. Первые подкрепления прибыли в Чинджу 12 августа. Около 2 тыс. безоружных южнокорейских призывников были набраны в Сеуле и присоединились к дивизии 15 августа. В Чинджу бойцы 6-й дивизии раздали призывникам гранаты и заявили им, что они должны подбирать оружие у убитых и у раненых солдат на поле боя. 21 августа к 6-й дивизии присоединилась другая группа из 2, 5 тыс. южнокорейцев, благодаря чему численность дивизии выросла до приблизительно 8, 5 тыс. чел. В последнюю неделю августа и первую неделю сентября к дивизию влились свыше 3 тыс. призывников, набранных в юго-западной Корее. Командование 6-й дивизии использовало эти последние группы рекрутов на трудовых работах, и только позднее п стало применять их как боевые части. В качестве меры по усилению группировки КНА на юге к Масану прибыла необстрелянная 7-я северокорейская дивизия численностью примерно в 10 тыс. чел.  Части 7-й дивизии заняли ключевые порты для защиты 6-й дивизии от возможной механизированной высадки десанта в тылу 6-й дивизии.
31 августа 1950 года силы 25-й дивизии удерживали фронт длиной почти в 48 км, который начинался от моста Намджи-ри через реку Нактонган и простирался на запад вдоль холмов к югу от реки до места слияния рек Нактонган и Намган. Затем фронт поворачивал на юго-запад по южному берегу реки Намган к месту, где северная часть гор Собук-сан подходит к реке. Затем линия идёт, поворачивает на юг вдоль высот Сибидан-сан, пересекает седло на южной стороне этой возвышенности, через которое проходят железная дорога Чинджу-Масан и шоссе и простирается дальше на юг к Бэтл-Маунтин и Пил-бонг. От Пил-бонг линия через вершины хребта спускается к южной прибрежной дороге близ Чиндон-ни. Американский 35-й пехотный полк удерживал северную часть (длиной в 24 км) линии фронта дивизии от моста Намдж-ри до шоссе Чинджу-Масан. Полк отвечал за шоссе. Наиболее слабым и уязвимым местом сектора полка был проход шириной в 4,8 км вдоль реки Нактонган, между ротой F на западе и 1-м взводом этой роты на востоке. Этот взвод охранял балочный мост Намджи-ри на крайнем правом фланге дивизии у границы со 2-й дивизией, которая находилась за рекой Нактонган. К югу от шоссе 24-й американский пехотный полк удерживал высоты к западу от Хамана, включая Бэтл-Маунтин и Пил-бонг. Боевая команда 5-го пехотного полка под командованием полковника Джона Л. Трокмортона удерживала южный отрог горного массива Собук-сан, спускавшийся к прибрежной дороге на Чиндон-ни. Сектор между Чиндон-ни и южным берегом удерживали части морской пехоты Южной Кореи. Командный пункт генерала Кина из 25-й дивизии находился в Масане, командный пункт 35-го пехотного полка располагался на восточной стороне дороги Чивон — Чиндон-ни, командный пункт 24-го пехотного полка был в Хамане, командный пункт полковника Трокмортона находился в Чиндон-ни. По состоянию на 31 августа дивизия испытывала недостаток личного состава, чтобы его пополнить к ней присоединились части вспомогательных сил KATUSA.

## Битва

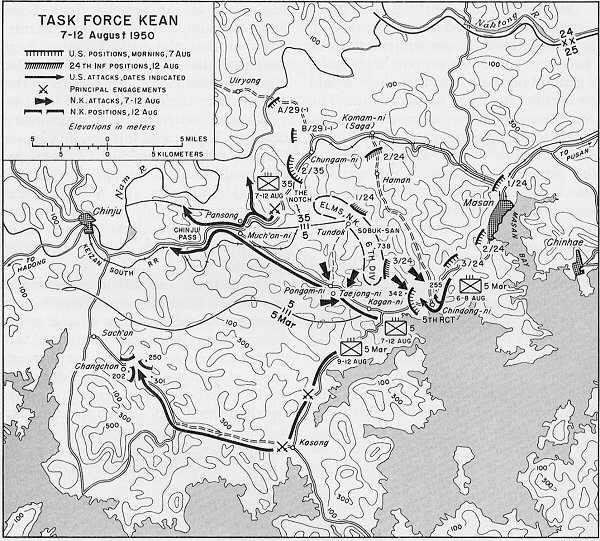
передвижения противников вокруг Пусана в ходе сражения за Пусанский периметр

Командование первого корпуса КНА замыслило предпринять мощное наступление на южную часть сектора, где линию ООН удерживала 25-я американская пехотная дивизия. Наступление должно было связано с атакой на вторую американскую пехотную дивизию расположенную на севере. 20 августа 6-я и 7-я пехотные дивизии КНА получили приказ о наступлении. Пришёл приказ первому корпусу 31 августа в 22.00 начать наступление по всей линии фронта. Шестая дивизия КНА расположенная на юге правого фланга получила приказ наступать через Хаман, Масан и Чинхэгу, после чего к 3 сентября захватить Кумхэгу на западной стороне дельты реки Нактонган в 24 км от Пусана. Зона наступления дивизии шла на юг от шоссе от Чинджу — Комам-ни — Масан. Седьмая дивизия КНА, находившаяся к северу от шестой дивизии должна была атаковать к северу от шоссе на Масан, повернуть к реке Нактонган и ожидать когда к ней присоединится шестая дивизия на правом фланге и девятая дивизия на левом фланге. Части седьмой дивизией сконцентрировались в области Ыйрёна к западу от реки Намган. Согласно плану наступления шестая дивизия КНА наступала против 24-го американского пехотного полка, а седьмая дивизия КНА наступала против 35-го американского пехотного полка. Выполняя план за несколько недель до этого шестая дивизия КНА сражалась с 24-м американским пехотным полком у Бэтл-Маунтин, битва привела к патовой ситуации. Кин ожидал вражеского наступления и сомневался в способности 24-го пехотного полка его отразить. Он начал составлять доклад о действиях полка, чтобы определить, как можно увеличить его возможности. 31 августа шестая дивизия КНА нанесла удар по 24-му полку у Хамана и после тяжёлых боёв отбросила его. Несколько недель шестая северокорейская дивизия и 24-й пехотный полк провели в тяжёлых боях.

### Переправа северокорейцев
В это время 7-я дивизия КНА сосредоточила все силы против линии 35-го американского пехотного полка. 31 августа в 23.30 северокорейские самоходки СУ-76 обстреляли снарядами через реку Намган позиции роты G 35-го пехотного полка, господствующие над рекой. В течение нескольких минут северокорейская артиллерия с моста Намджи-ри у запада обстреляла все стрелковые роты полка по фронту. Под прикрытием огня усиленный полк 7-й дивизии КНА пересёк реку Намган и атаковал роты F и G 35-го пехотного полка. Другие северокорейские солдаты пересекли реку Нам по подводному мосту перед рисовым полем к северу от Комам-ни и близ границы 2-го батальона под командой подполковника Джон Л. Уилкинса-младшего, удерживающего фронт у реки, и 1-го батальона под командой подполковника Бернарда Г. Титера удерживающего линию холмов, протянувшуюся от реки Нам до Сибиданг-сан и шоссе Чинджу-Масан. 35-й пехотный полк испытывал нехватку в вооружении и подкреплениях, но, тем не менее, был готов к отпору.

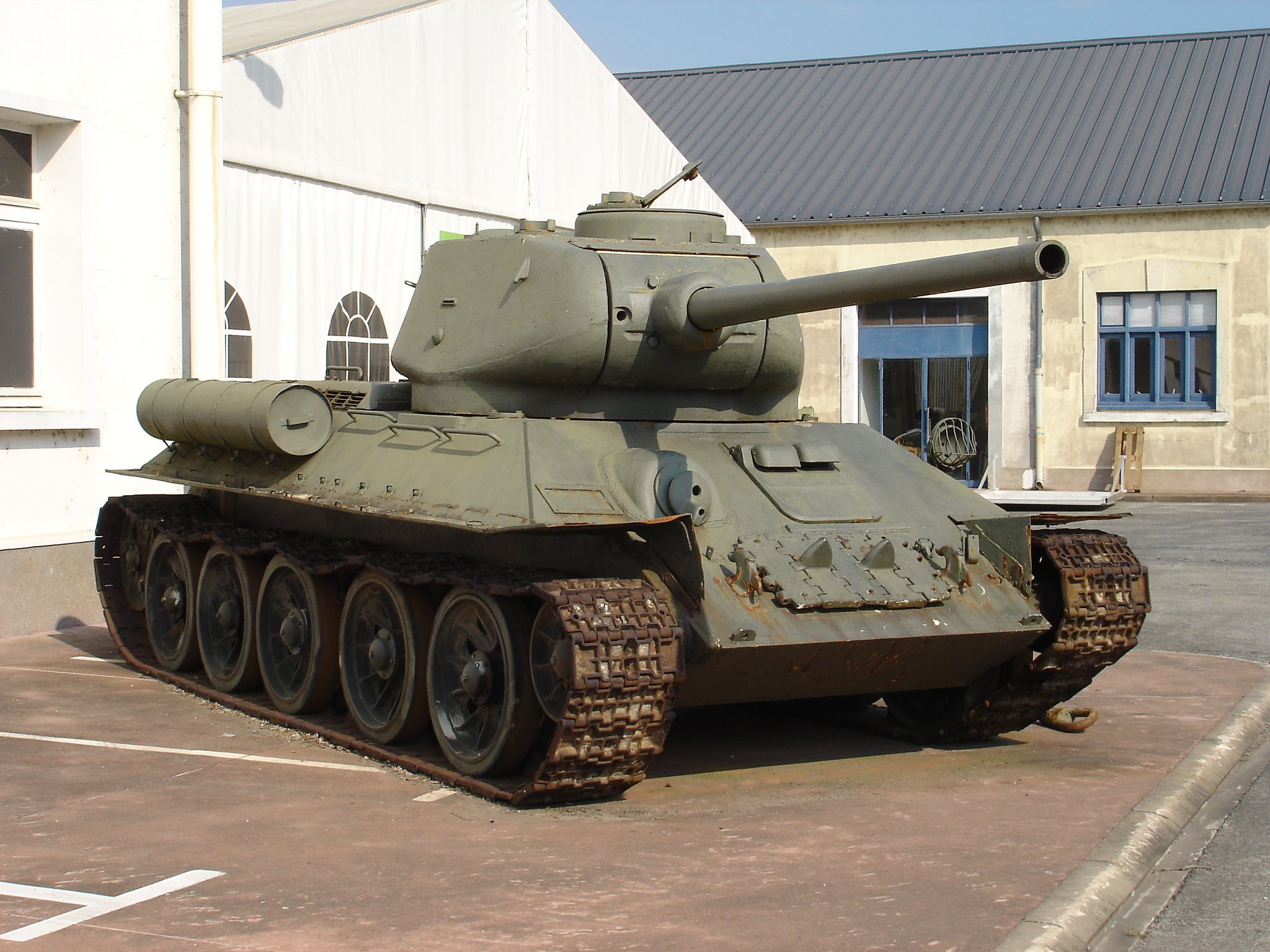
Танк T-34 (оружие северокорейской армии в 1950 году) в музее у Масана

Между двумя батальонами на низкой возвышенности у речного парома подполковник Генри Фишер разместил 300 бойцов из южнокорейской Национальной полиции, рассчитывая что они смогут продержаться пока остальные войска не будут предупреждены. Орудия с холмов на флангах моли прикрыть эту возвышенность огнём. Позади у Комам-ни Фишер разместил 3-й батальон готовый пойти в контратаку против возможного вражеского прорыва. Неожиданно южнокорейские полицейские роты у парома рассеялись с началом вражеского обстрела. В 00.30 северокорейские войска прорвались через образовавшуюся дыру в линии фронта, одни повернули налево с целью обойти роту G с фланга и тыла, другие повернули направо, чтобы атаковать роту С занимавшую отрог возвышенности к западу от дороги Комам-ни. Подразделения рот C и D организовали оборонительную линию вдоль дамбы на северном краю Комам-ни, где на рассвете к ним присоединились американские танки. Вопреки ожиданиям Фишера северокорейцы не повернули на развилку дороги Комам-ни в 6,4 км к югу от реки, вместо этого они повернули на восток в горы вслед за 2-м батальоном.
Рота В занимала выгодную позицию на одной из высот (340 м) Сибидан-сан, которая подходила с фланга к дороге на Масан в 3, 2 км к западу от Комам-ни и давала роте обзор над всей окружающей местностью. Это была ключевая позиция линии 25-й дивизии, и Кин был уверен, что северокорейцы выберут её как цель для наступления. В 11.30 северокорейцы начали подготовительный артобстрел, продлившийся до полуночи. Под прикрытием артогня два батальона 13-го полка шестой дивизии КНА поднялись на 140 м к американским укрытиям. В то же время северокорейцы выдвинули танки Т-34, самоходки СУ-76 и противотанковые орудия по направлению к Комам-ни по дороге у подошвы Сибидан-сан. Сразу после полуночи американский танк М4А3 «Шерман» уничтожил северокорейский танк Т-34. Расчёт 3,5 дюймовой базуки уничтожил вражескую самоходку и несколько 45-мм противотанковых орудий.
На гребне Сибиданг-сан северокорейское наступление захлебнулось, натолкнувшись на минное поле. Вскоре после этого последовали новые атаки, но все они были отражены благодаря превосходящей огневой мощи американских войск. К 02.30 боеприпасы стрелков роты В настолько истощились, что воинам пришлось выдёргивать патроны из пулемётных лент и заряжать ими свои винтовки. Первый взвод роты С у подошвы горы, находившийся позади роты В за 45 минут поднялся на Сибиданг-сан неся с собой боеприпасы для роты. Северокорейское наступление остановилось только перед рассветом. На рассвете обнаружилось, что северокорейцы оставили большое количество вооружения, рассеянного по склону, включая 33 пулемёта. Среди погибших северокорейцев был командир 13-го полка.
На рассвете 1 сентября силы поддержки, состоявшие из штабных подразделений роты С с американскими танками во главе зачистили дорогу на Сибиданг-сан и подвезли боеприпасы для 2-го взвода роты В как раз вовремя чтобы отразить новую атаку противника, Это неудавшееся наступление обошлось северокорейцам в 77 человек убитыми и 21 попавшими в плен[81]. Хотя 35-й пехотный полк Фишера удержал все первоначальные позиции за исключением позиции передового взвода роты G 3 тыс. северокорейцев оказались в тылу полка. На востоке они просочились дальше всего до возвышенности близ Чирвона что позволяло им обозревать проходившую там дорогу с севера на юг.
В это время шестая дивизия КНА прорвалась в южной части сектора 24-го американского пехотного полка, подавила и отбросила полк. Второй батальон 24-го пехотного полка находившийся на гребнях хребта, господствующего над Хаманом был сброшен, солдаты отступили без приказа. Позднее уцелевшие из первого и второго батальонов 24-го полка появились у линий у линий 35-го полка. Полковое командование сделало вывод, что весь полк рассыпался под северокорейским наступлением. Кин приказал первому батальону 27-го пехотного полка выдвинуться и помочь вернуть утраченные позиции 24-го полка.

### Просачивание северокорейцев
Пойдя в контратаку после рассвета рота К и танки частично (но не полностью) восстановили контроль над хребтами, господствующими над Хаманом. Большие силы северокорейцев находились позади боевых позиций 35-го пехотного полка вплоть до районов Чирвон-ни и Чунг-ни в 9,7 км к востоку от Комам-ни и передовых позиций. Северокорейцы продолжали переходить через реку Нам после рассвета 1 сентября в районе дыры между фронтами первого и второго батальонов. Наблюдатели ООН засекли около четырёх рот, переходящих через реку и навели на них огонь 64-го батальона полевой артиллерии, благодаря чему три четверти северокорейцев было уничтожено. Затем самолёты обстреляли уцелевших. Позднее в течение дня другая группа северокорейцев была замечена на открытой местности у реки. Американская авиация навела огонь артиллерии на вражескую колонну, северокорейцы потеряли 200 человек.
Командование первого северокорейского корпуса составило план наступления в низовьях реки Нам. Шестая северокорейская дивизия должна была наступать на восток вдоль главного шоссе Чинджу — Комам-ни — Масан через порядки первого батальона 35-го пехотного полка и в то же время основные силы седьмой дивизии КНА должны были обойти с юго-востока второй батальон 25-го пехотного полка и перерезать дорогу на Чирвон. Эта дорога проходила через реку Нактонган по стальному мосту у Намджи-ни в зоне второго американского полка и поворачивала на юг проходя через Чирвон и соединялась с главным шоссе на Масан в 13 км к востоку от Комам-ни близ деревни Чунг-ни. Таким образом, северокорейцы выбрали осью своего наступления Чунг-ни.
1 сентября американские сапёры контратаковали на второстепенной дороге на Чирвон, но добились только небольшого успеха, к началу полудня северокорейцы остановили из наступление. Сейчас 35-й пехотный полк попал в окружение силами 6-й и 7-й северокорейских дивизий, причём несколько батальонов находились в их тылу. Фишер заявил об этой ситуации: «Я никогда не собирался отступать. Просто не было места куда идти. Я планировал создать [оборонительный] периметр полка и держаться».

### Контратака второго батальона 27-го пехотного полка

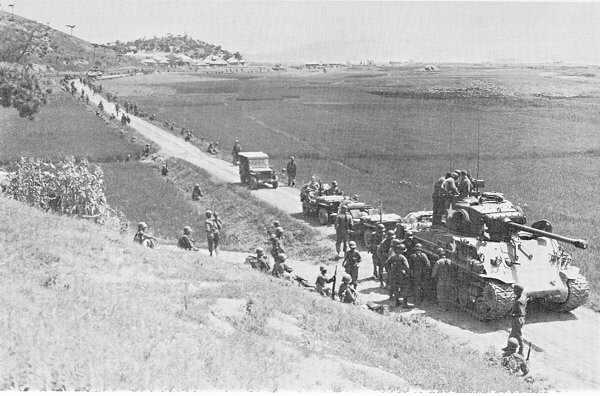
Солдаты второго батальона пересекают захваченную вновь Сапёрную дорогу.

К полудню Кин посчитал что возникла серьёзная угроза целостности линии фронта дивизии. Он приказал 2-му батальону 27-го американского пехотного полка атаковать северокорейцев находившихся позади 35-го пехотного полка, поскольку под прямую атаку северокорейской пехоты попала большая часть дивизионной артиллерии. Утром 1 сентября 7-я дивизия КНА пошла в наступление, первой частью, которая испытала на себе наступление стала рота G 35-го пехотного полка на северном выступе дыры. В то время как некоторые северокорейские части вступили в бой с ротой G другие проследовали дальше и атаковали роту Е в 3,2 км ниже по течению реки от роты G, остальные северокорейские части атаковали рассеянные подразделения роты F, пробиваясь к первому взводу роты F оборонявшего мост Намджи-ри. Здесь на краю правого фланга 25-й дивизии этому взводу после ожесточённого боя удалось отразить северокорейцев. 2 сентября рота Е в тяжёлых боях уничтожила большую часть северокорейского батальона.
Рота G испытала самые тяжкие удары из всех частей второго батальона. Перед рассветом 1 сентября взводы роты G, занимавшие отдельные высоты оказались под плотным огнём северокорейцев. Вскоре после 03.00 они обрушились на третий взвод роты тяжёлых миномётов и вынудили его отступить с позиции. Миномётчики вскарабкались по склонам высоты 179 и по хребту перешли ко второму взводу роты G. В то же время третий взвод роты G занимавший низкую возвышенность вдоль реки Намган в 6, 4 км от её впадения в реку Нактонган был вынужден вступить в рукопашную с наступающим противником. После рассвета командир роты G капитан Лерой Е. Маеске запросил артиллерийскую и авиационную поддержку, но она пришла ещё нескоро. К 11.45 северокорейцы почти достигли хребта, противников разделяло только небольшое расстояние. Через несколько минут Маеске был убит. Командир третьего взвода второй лейтенант Джордж Роач снова доложил о ситуации и потребовал авиаудара. ВВС США нанесли удар по склону холма, занимаемого северокорейцами и это сдержало их наступление. К этому времени многие северокорейцы заняли укрытия на позиции американского взвода и бросали оттуда гранаты. В полдень одной из гранат был убит Роач. Командование над взводом принял сержант первого класса Джуниус Пуви. К 18.00 у Пуви во взводе осталось только 12 действующих бойцов, 17 из 29 выживших были ранены. После того как боезапас был почти исчерпан Пуви запросил командование разрешить ему отойти на основные позиции роты G. После наступления темноты 29 человек (троих из них несли на носилках) отступили под прикрытием прибывших танков. В 23.30 группа достигла позиций роты G на высоте 179.

### Пат
В то время как рота G удерживала позиции на высоте 179 под атаками северокорейцев второй батальон 27-го пехотного полка в 17.00 пошёл в наступление из Чунг-ни на северо-запад. Батальону удалось добиться небольшого прогресса. Ночь выдалась особенно тёмной а местность вдоль дороги на паром Кухе-ри была гористой. После ночного боя батальон на следующий день в 15.00 занял позиции южнее первоначальных позиций роты G. К 18.00 после скоординированной атаки американских танков, артиллерии, авиации и пехоты батальон восстановил линию фронта. В ходе боя батальон уничтожил 275 северокорейцев и собрал большую часть потерянного вооружения роты G.
Всю ночь на 3 сентября второй батальон 27-го пехотного полка оставался на захваченной позиции. На следующее утро в 08.00 рота G 35-го пехотного полка оставила захваченные позиции и развила наступление дальше к дороге снабжения. В ходе наступления была получена информация что северокорейцы опять сбросили роту G с недавно захваченных позиций. 4 сентября к 12.00 второй батальон опять отвернул от этих позиций и продолжил наступать в тыл вдоль дороги проходящей через брешь между первым и вторым батальоном 35-го пехотного полка. Почти немедленно батальон вступил в боеконтакт с северокорейскими силами. Вскоре северокорейские пулемётчики обстреливали американцев с трёх направлений. Начались проливные дожди, что ухудшило видимость. К этому времени второй батальон начал испытывать недостаток боеприпасов. Командир приказал батальону отступить на 460 м в более благоприятную местность, чтобы можно было пополнить запасы.
Это было трудной задачей. За два дня до этого батальон зачистил дорогу снабжения перед атакой на позиции роты G но сейчас путь снова был перекрыт. Командир батальона запросил воздушную поддержку и на следующее утро 5 сентября восемь транспортных самолётов осуществили снабжение. Второй батальон 27-го пехотного полка снова был готов завершить наступление в тылу. К вечеру батальон зачистил дорогу снабжения и примыкающую местность от просочившихся северокорейцев на расстояние в 7.300 м от тыла фронтовых позиций роты G. Там батальон получил приказ остановиться и приготовиться к наступлению на северо-восток, чтобы установить связь с первым батальоном 27-го пехотного полка.

### Выдвижение третьего батальона 27-го пехотного полка

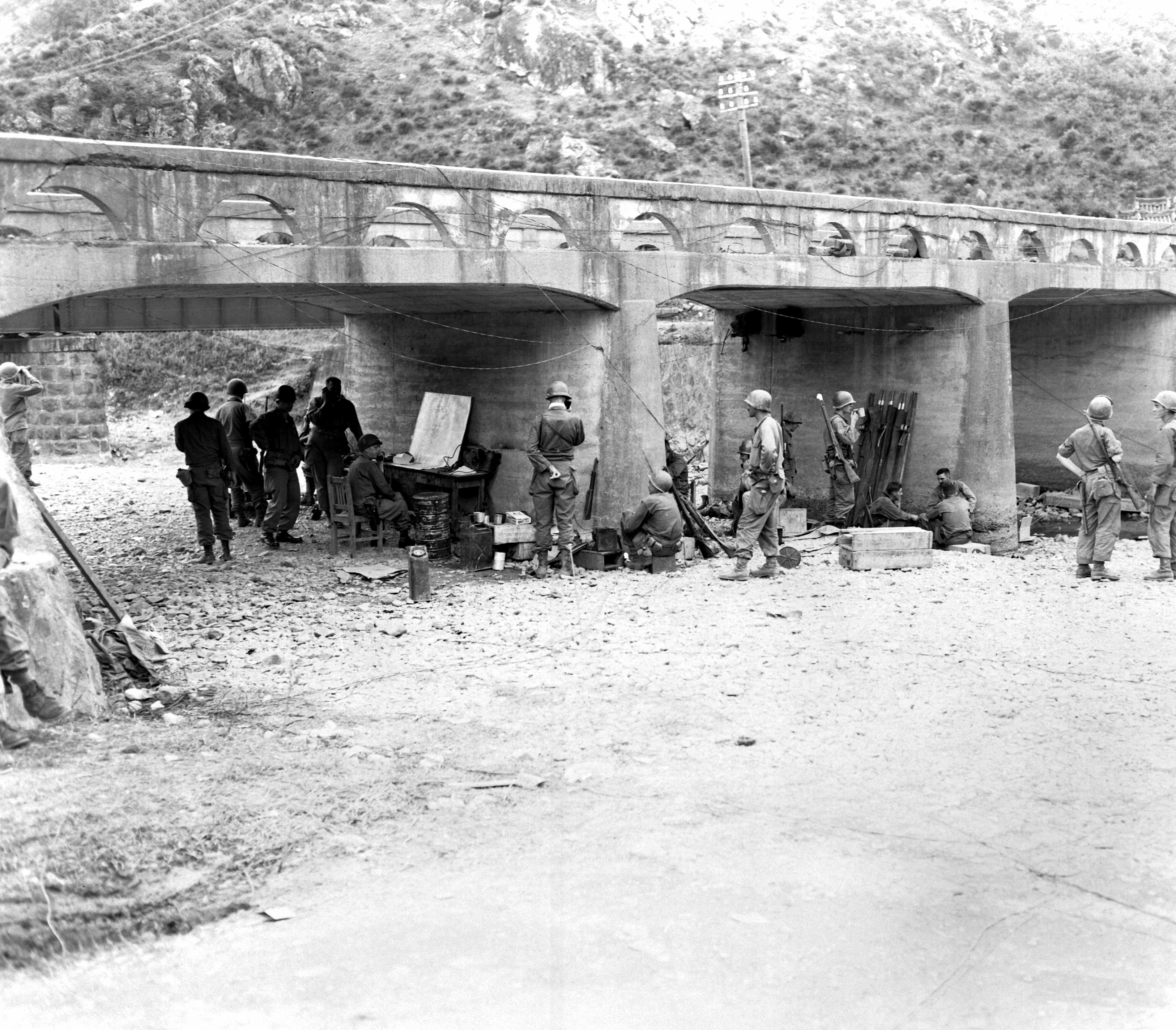
Командный пункт 27-го пехотного полка под мостом близ Хамана.

После того как второй и 27-й пехотные полки 2 сентября покинули область Чунг-ни для наступления на [бывшие позиции] роты G северокорейцы атаковали командный пункт 24-го пехотного полка и несколько артиллерийских позиций. Отреагировав на новую угрозу генерал Кин приказал оставшемуся батальону 27-го пехотного полка под началом подполковника де Чоу пойти в наступление и уничтожить действующих там северокорейцев.
После боя ранним утром 3 сентября против нескольких сот северокорейцев близ артиллерийских позиций батальон де Чоу в 15.00 атаковал в пересечённой области к западу от «Подковы» близ поворота дороги на Масан в 6,4 к м от Комам-ни. Целью наступления был захват и зачистка высоты, господствующей над Подковой, чтобы ослабить давление противника на тыл 24-го пехотного полка. Первоначально на позиции находилось только одно орудие, которое могло поддержать наступление. Когда батальон подошёл поближе северокорейцы численностью до тысячи пошли в атаку и нанесли американцами тяжёлые потери (в том числе 13 офицеров). Дополнительные американские танки выдвинулись, чтобы прикрыть незащищённый правый фланг и тыл, также сдерживать северокорейцев помола американская авиация. Батальону в итоге удалось захватить высоту.
На следующее утро 4 сентября вместо того чтобы продолжать наступление на командный пост 24-го пехотного полка третьему батальону 27-го пехотного полка было приказано идти в область Комам-ни, где северокорейцы атаковали американские артиллерийские позиции. Атака началась в 09.00 и наткнулась на плотный огонь из лёгкого стрелкового оружия. Проливные дожди, выпавшие в полдень, замедлили наступление, но после битвы, продолжавшейся целый день ротам I и K с помощью многочисленных авиаударов удалось захватить высоту, доминировавшую на перекрёстком у Комам-ни. Многочисленные потери, понесённые батальоном, вынудили Кина придать батальону роту С 65-го сапёрного полка. На следующий день 5 сентября третий батальон27-го пехотного полка повернул направления наступления к пересечённой местности окружающей Хаман и прошёл близ командного пункта 24-го пехотного полка. При наступлении бойцы третьего батальона насчитали более чем 300 убитых северокорейцев.

### Действия артиллерии
Генералу Кину пришлось изменить направление атаки де Чоу на Комам-ни, начавшейся 3 сентября в 01.00. Первый батальон 35-го пехотного полка выдвинулся так далеко на запад как ни одна из частей ООН в Корее до этого времени. Главная дорога снабжения и тыловые области за его позициями на Сибидан-ни находилась в руках северокорейцев. Машины могли двигаться по дороге только в дневное время и с эскортом. После тяжёлых боёв в 1 сентября батальон занял свои первоначальные позиции на Сибидан-ни, периметр был полностью защищён колючей проволокой, оснащён минами-ловушками и сигнальными ракетами, полным ассортиментом орудий поддержки. Все подходы простреливались артиллерийским огнём, который можно было навести. Через час после полуночи северокорейцы пошли в атаку на батальон. Бои продолжались до рассвета 3 сентября. Солдаты первого батальона насчитали 143 убитых северокорейца перед своими позициями и на этом основании общие северокорейские потери были оценены как 500 человек. 35-й полк также соорудил сильные крепкие опорные пункты, которые северокорейцы в ходе боя так и не смогли преодолеть.
В этом ночном бою 64-й батальон полевой артиллерии, осуществлявший поддержку первого батальона также принял непосредственное участие в сражении. Перед рассветом примерно 50 северокорейцев просочились к позиции роты а и атаковал её. Северокорейцы, вооружённые пистолетами-пулемётами захватили две пулемётные точки периметра и к 03.00 проникли на артиллерийские позиции. Там, капитан Эндрю С. Андерсон и его люди вступили с ними в рукопашный бой. Несколько орудий временно оказались в руках северокорейцев, но артиллеристам удалось отразить атаку при поддержке орудий батареи С 90-го батальона полевой артиллерии, огонь которых отрезал подход северокорейских подкреплений. Защищая орудия в ходе ночного боя личный состав батареи А потерял семерых убитыми и 12 человек ранеными.
Артиллерийскую поддержку силам ООН в северной части сектора 25-й дивизии оказали пять батарей 159-го и 64-го батальонов полевой артиллерии, ведущие огонь из гаубиц 105 калибра и одна батарея 90-го батальона полевой артиллерии, ведущая огонь из гаубиц 155 калибра. Всего в боях участвовали 36 орудий. Одна из 155-мм гаубиц стреляла из Комам-ни по области к северу от Чунгам-ни, обстреливая дорогу снабжения шестой северокорейской дивизии. Другое орудие с передовой позиции держало под обстрелом мост через реку нам у Ирион-ни. В течение первых трёх дней сентября артиллерия 25-й дивизии уничтожила примерно 1.825 северокорейцев. В это критическое время поддержку наземным войскам оказала также пятая воздушная армия своей огневой мощью. Уолкер считал, что ООН обязана своей победой именно обширной воздушной поддержке. которую дивизия получила в ходе битвы.

### Северокорейцы отброшены
В течение следующей недели на фронте 35-го пехотного полка шли ожесточённые запутанные бои. Батальоны, роты и взвода оказавшись отрезанными и изолированными сражались независимо от высшего командования, многие из них снабжались только благодаря грузам, сброшенным с самолётов. Таким же образом снабжались и деблокирующие войска, которые пытались прорваться к частям на фронте. Танки и броневики доставляли изолированным частям пищу, и боеприпасы и на обратном пути увозили раненных находившихся в критическом состоянии. В целом 35-му полку удалось удержать первоначальные боевые линии, в то время как сначала один, а потом два батальона 27-го пехотного полка пытались прорваться к ним через 3 тыс. (по оценкам) северокорейцев, действующих в тылу.
Хотя 25-я дивизия, в общем, находилась под меньшим прессом, после 5 сентября последовали несколько мощных атак. 6 сентября первый батальон 27-го пехотного полка выдвинулся на север из области Хамана, чтобы присоединиться ко второму батальону и вместе с ним зачистить тыл 35-го пехотного полка и местность ниже реки Намган. Северокорейцы оказались пойманы между частями 35-го пехотного полка находившимися на горных позициях вдоль реки и наступающими частями 27-го пехотного полка и понесли большие потери. Утром 7 сентября стало ясным, что уцелевшие бойцы 7-й дивизии КНА пытаются спастись, переходя реку Намган. Тем не менее, северокорейцы предприняли новое наступление против 35-го полка, которое было быстро отражено. Солдаты 25-й пехотной дивизии похоронили свыше 2 тыс. Тел северокорейцев, погибших в период с 1-7 сентября в тылу американцев. В это число не входят северокорейцы, убитые перед фронтом.
После сильных дождей 8 и 9 сентября уровень воды в реках Нам и Нактонган поднялся, что снизило опасность новых переправ противника. 8 сентября американские самолёты F-82 по ошибке разбомбили мосту Намджи-ри через реку Нактонган, одна из 230-кг бомб разрушила центральный пролёт моста. В то время атакам с воздуха подлежали только мосты к северу от слияния рек Намган и Нактонган. Некоторые командиры полагали, что северокорейцы обойдут этот мост и переправятся через реку Нактонган восточнее, таким образом, ничего не будет преграждать им путь к Пусану. Тем не менее, ночью северокорейцы атаковали 2-й батальон 35-го пехотного полка. Подходы к мосту Намдж-ри с северной стороны были заминированы. На этом поле осталась лежать около сотни убитых северокорейцев. С 9 по 16 сентября на фронт 35-го пехотного полка были только ограниченные атаки, но северокорейские войска по большей части утратили свой наступательный порыв и более не могли предпринять мощных атак на полк.

### Отступление северокорейцев
Контратака сил ООН в Инчхоне обрушила северокорейские линии и вынудила их к отступлению по всем фронтам. Тем не менее, 16 сентября 25-я пехотная дивизия всё ещё сражалась с северокорейцами оказавшимися в её тылу, северокорейцы всё ещё удерживали сильные позиции на высотах Бэтл-Маунтин, Пил-бонг и Собук-сан. Кин считал, что дивизия сможет двинуться в наступление только после того как центр фронта дивизии, проходивший по горам будет зачищен. Он считал, что ключ к наступлению 25-й дивизии находится в центре, где северокорейцы удерживали высоты и ежедневно атаковали 24-й пехотный полк. 27-й пехотный полк слева и 35-й пехотный полк справа находились по сторонам дорог связующих Чинджу и Масан. Полки удерживали свои позиции и не могли наступать, пока ситуация на фронте 24-го полка не улучшится.
19 сентября силы ООН обнаружили, что северокорейцы ночью оставили Бэтл-Маунтин. Первый батальон 24-го пехотного полка двинулся вперёд и занял высоту. Справа 35-й пехотный полк начал выдвигаться вперёд. Сначала полк встретил только слабое сопротивление, пока не добрался до высот перед Чунгам-ни, где северокорейцы, спрятавшиеся в «паучьих норах», обстреляли первый батальон с тыла. На следующий день первый батальон захватил Чунгам-ни, второй батальон занял длинный хребет, простирающийся к северо-западу [от Чунгам-ни] до реки Намган. В то же время северокорейцы стойко держались на левом фланге дивизии, где 27-й пехотный полк в тяжёлых боях пытался продвинуться вперёд.
В ночь с 18 на 19 сентября северокорейцы покинули область Масана. Седьмая дивизия КНА отступила из области южнее реки Намган, в то время как растянутые части шестой дивизии прикрывали целый фронт. Под прикрытием шестой дивизии седьмая дивизия утром 19 сентября переправилась на северный берег реки Намган. Затем шестая дивизия отступила с позиций у Собук-сан. Американские части быстро шли за противником, преследовали северокорейцев, проходя через позиции на Бэтл-Маунтин, утратившие свою стратегическую значимость.

## Послесловие
В ходе битвы 35-й полк потерял 154 человека убитыми, 381 ранеными, двое пропало без вести. 27-й полк потерял 118 человека убитыми, 382 ранеными, один человек попал в плен за время сражения за Пусанский периметр, в это число входят пять убитых и 54 раненых в битве в долине Боулинга и 150 человек потерянных в первой битве за реку Нактонган. 64-й батальон полевой артиллерии поддерживавший действия пехоты у реки Намган потерял 16 чел. убитыми, 27 ранеными, один попал в плен и два чел. пропали без вести, 159-й батальон полевой артиллерии потерял 18 чел. убитыми, 41 ранеными, 90-й батальон полевой артиллерии потерял 15 чел. убитыми, 54 ранеными, один чел. пропал без вести. Полк так хорошо отражал атаки северокорейцев, что Кин представил полк к знаку «Благодарность Президента».
Северокорейские войска в боях за Масан понесли тяжёлые потери, большинство в ходе наступления. К середине сентября состав седьмой дивизии КНА сократился до 4 тыс. чел., 6 тыс. было потеряно в боях за периметр. Только 2 тыс. чел из шестой дивизии вернулись в Корею, дивизия потеряла 80 % своего состава. При возвращении в Северную Корею большие группы северокорейцев попадал в плен, всего было пленено 3 тыс. чел. К окончанию боёв за область Масана наступательная группировка, насчитывавшая 20 тыс. чел. сократилась до 6 тыс.
Все шесть недель сражения за Пусанский периметр обе стороны у Масана пребывали в патовой ситуации. Противники предприняли по несколько наступлений, пытаясь вынудить друг друга к отступлению. Северокорейцам не удавалось прорвать периметр сил ООН а силам ООН не удавалось сокрушить и вынудить их к отступлению. Битва стала тактической ничьей, сторонам не удалось разгромить друг друга, тем не менее, силы ООН выполнили стратегическую цель по сдерживанию северокорейских сил и срыву их дальнейшего наступления на Пусан. Им удалось удержать линию против периодических атак до высадки в Инчхоне и разбить северокорейскую армию в последующих сражениях.